# Station Boussu-Haine
Station Boussu Haine is een voormalig spoorwegstation langs spoorlijn 78 (Saint-Ghislain - Doornik) in de Belgische gemeente Boussu.

## Aantal instappende reizigers
De grafiek en tabel geven het gemiddeld aantal instappende reizigers weer op een week-, zater- en zondag.
| Tabel: aantal instappende reizigers station Boussu-Haine | Tabel: aantal instappende reizigers station Boussu-Haine | Tabel: aantal instappende reizigers station Boussu-Haine | Tabel: aantal instappende reizigers station Boussu-Haine |
|                                                          | Weekdag                                                  | Zaterdag                                                 | Zondag                                                   |
| -------------------------------------------------------- | -------------------------------------------------------- | -------------------------------------------------------- | -------------------------------------------------------- |
| 1977                                                     | 11                                                       | 5                                                        | 5                                                        |
| 1978                                                     | 8                                                        | 3                                                        | 4                                                        |

0,0: Saint-Ghislain ·
2,6: Boussu-Haine ·
4,6: Hautrage ·
8,4: Ville-Pommerœul ·
11,1: Harchies ·
14,6: Blaton ·
16,5: Basècles-Groeven ·
20,3: Péruwelz ·
25,3: Callenelle ·
28,5: Maubray ·
32,5: Antoing ·
35,2: Vaulx ·
39,0: Doornik